# Passa Quatro
Passa Quatro é um município brasileiro do estado de Minas Gerais. Localizada nas proximidades da Serra da Mantiqueira, é uma estância hidromineral e região turística.
Com área é de 277,221 km², possui uma população, conforme estimativas do IBGE de 2024, de 15 842 habitantes.

## Toponímia
Em meados dos séculos XVII e XVIII ocorreu a descoberta de grande quantidade de ouro no interior do território de Minas Gerais, a então localidade de Passa-Quatro passaria a tornar-se parte da principal rota oficial de ligação entre as vilas do Rio de Janeiro e de São Paulo para os núcleos de mineração, rota esta que seria mais conhecida como Caminho Velho. Nesta época, o topônimo Passa-Quatro (ou Passaquatro) passa a ser usado para denominar a região devido ao fato da estrada ali cruzar quatro vezes o rio local (rio este que recebeu a mesma denominação: Passa-Quatro).

## História

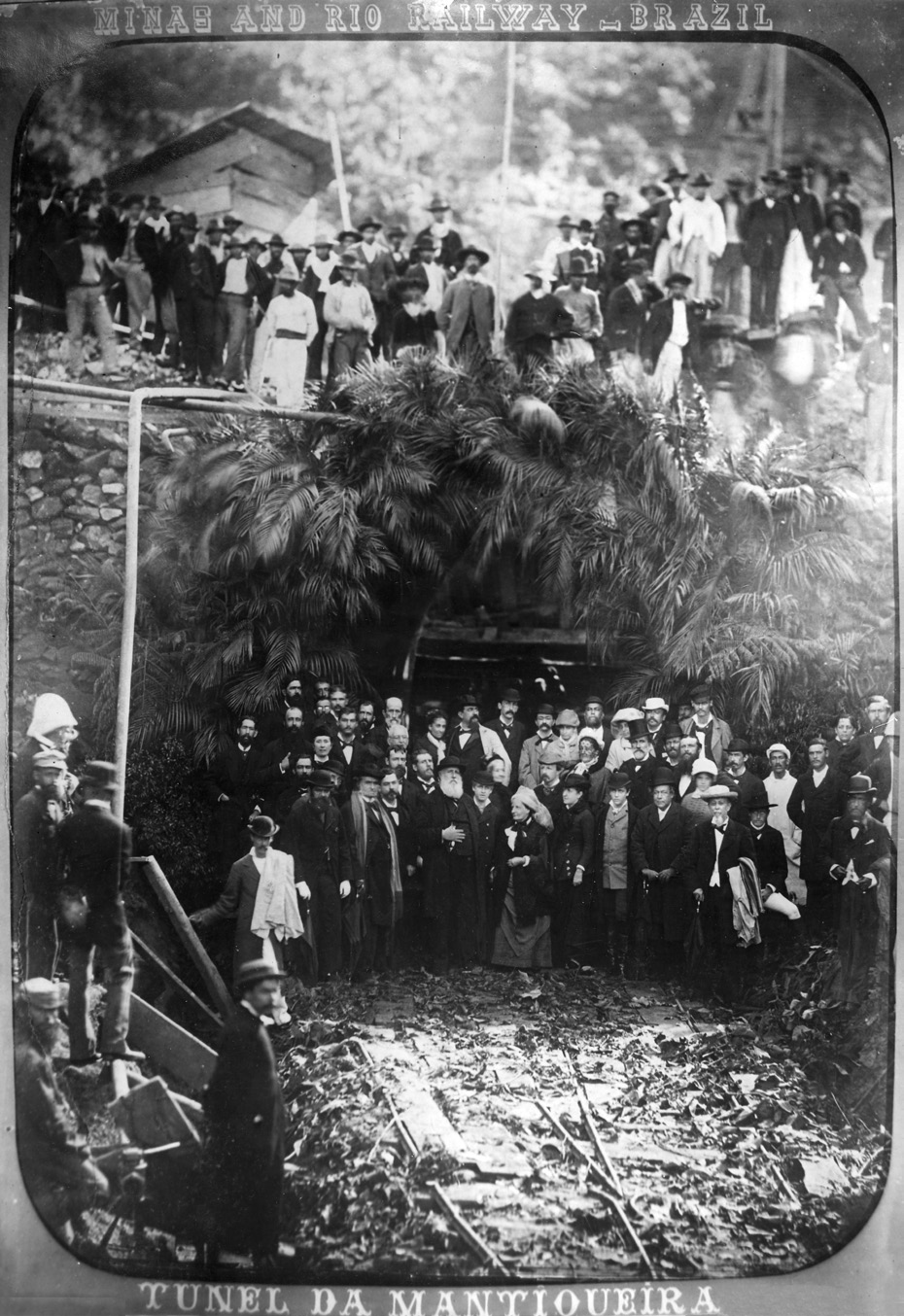
Inspeção das obras do túnel da estrada de ferro que contou com a participação do imperador dom Pedro II, em Passa Quatro, em 1882

O distrito de Passa Quatro, subordinado ao município de Pouso Alto, foi criado em 24 de maio de 1854 e em 1892 foi instalado o município de Passa Quatro.. 
Em outubro de 1912 o município recebeu a missão científica organizada pelo Observatório Nacional para a observação de um eclipse solar total. Estiveram presentes nessa ocasião o presidente Hermes da Fonseca, o vice-presidente Venceslau Brás e o diretor do observatório Henrique Morize.
Em 2008 foi tombado o núcleo histórico da cidade pela Lei Municipal n. 1.766/07.

## Geografia
Apesar de não ser a cidade brasileira situada em altitude mais elevada, o município encontra-se entre as regiões mais altas do país, apresentando o quarto mais alto pico brasileiro, a Pedra da Mina (2798 m), localizado na Serra Fina e ponto culminante da Serra da Mantiqueira e do estado de São Paulo, com o qual o município faz divisa. Também há, nos limites do município, o Pico dos Três Estados (2665 m), marco geodésico da divisa entre os estados de São Paulo, Minas Gerais e Rio de Janeiro, além do Pico do Itaguaré e do Pico da Gomeira, ambos localizados na divisa com estado de São Paulo, entre outros picos elevados da localidade com mais de 2 mil metros de altitude, tornando-a um o município destino preferido os praticantes de trekking e montanhismo. O relevo montanhoso está presente em 90% do município, sendo considerado ondulado em 8% e plano somente 2%, onde se encontra a maior parte do centro urbano.
Na região do Maciço Alcalino de Passa Quatro são encontrados dois perfis de alteração de rochas alcalinas, que resultam lateritas aluminosas. São encontrados depósitos de bauxita ao longo dos perfis geológicos de toda a encosta.
O município é cortado pelo Rio Passa Quatro e pelo Rio das Pedras, que são parte integrante da bacia do Rio Grande.
Inúmeras paisagens cênicas naturais, como cachoeiras e matas nativas, além das montanhas, preenchem a região que se encontra praticamente equidistante (cerca de 270 km) dos dois principais polos geradores de fluxo turístico do Brasil, as cidades de São Paulo e Rio de Janeiro.
Por este motivo, atualmente, a cidade tem apresentado forte desenvolvimento no setor turístico, notadamente com o ecoturismo, o que vem mudando sua vocação tradicionalmente agrícola e de criação de gado leiteiro.

### Limites
Os municípios limítrofes a Passa Quatro são: Itanhandu ao norte e nordeste, Itamonte (apenas poucas centenas de metros de divisa na região da Serra dos Ivos) a lés-nordeste, Resende (RJ) a sudeste, Queluz, Lavrinhas e Cruzeiro (SP) ao sul, Marmelópolis e Virgínia a oeste.

### Rodovias
O município é servido pela MG-158, rodovia estadual de pista simples, mão dupla e sem acostamento em grande parte de sua extensão. Ele se liga ao estado de São Paulo pela SP-052, na divisa dos dois estados. Existem outras vias não pavimentadas e estradas rurais municipais que fazem acesso às diversas localidades do município e ainda levam aos municípios de Virgínia e Marmelópolis. O município ainda conta com ruas calçadas de paralelepípedos, na maior parte do centro da cidade, de terra batida, nas regiões periféricas e, algumas poucas, asfaltadas.

### Ferrovias
Passa Quatro é cortada pela Estrada de Ferro Minas e Rio (também denominada como Linha Cruzeiro-Juréia da Rede Mineira de Viação), porém no município, apenas um trecho de 10 km da antiga ferrovia permanece em atividade somente para fins turísticos, entre as estações de Passa Quatro e de Coronel Fulgêncio. Este trecho é preservado e mantido pela ABPF para a operação do Trem da Serra da Mantiqueira. Pretende-se em breve expandir o trajeto do trem turístico até a cidade de Cruzeiro (SP), onde originalmente era o ponto inicial da ferrovia.

### Clima
A cidade possui um clima tropical de altitude, com estações bem marcadas. A temperatura média na cidade é baixa no inverno e relativamente amena no verão, devido à sua localização na Serra da Mantiqueira. Os verões são chuvosos e os invernos são secos e frios, submetidos a forte geadas, devido à redução de chuva ocorrida durante o outono entre o fim de março até o fim de junho. O outono e a primavera são estações de transição entre o inverno e o verão e vice-versa. Existem registros, inclusive fotográficos, de ocorrência de neve nos cumes mais altos do município em épocas recentes, sendo a última, de grande proporções, em 1985.
Segundo dados do Instituto Nacional de Meteorologia (INMET), referentes ao período de 1961 a 1983 e a partir de 1987, a menor temperatura registrada em Passa Quatro foi de −1 °C nos dias 18 de julho de 1989, 4 de junho de 2009 e 7 de agosto de 2014. Registros de temperaturas negativas também ocorreram em 14 de junho de 2016 (−0,9 °C), 16 de julho de 1988 (−0,6 °C) e 8 de julho de 1975 (−0,2 °C). O recorde de maior temperatura é de 36,2 °C, registrado em 19 de outubro de 2014. O maior acumulado de precipitação atingiu 322,6 milímetros (mm) em 3 de janeiro de 2000, seguido por 165,2 mm em 23 de dezembro de 1994. Janeiro de 2000 foi o mês de maior precipitação, com 804,1 mm.
| Dados climatológicos para Passa Quatro | Dados climatológicos para Passa Quatro | Dados climatológicos para Passa Quatro | Dados climatológicos para Passa Quatro | Dados climatológicos para Passa Quatro | Dados climatológicos para Passa Quatro | Dados climatológicos para Passa Quatro | Dados climatológicos para Passa Quatro | Dados climatológicos para Passa Quatro | Dados climatológicos para Passa Quatro | Dados climatológicos para Passa Quatro | Dados climatológicos para Passa Quatro | Dados climatológicos para Passa Quatro | Dados climatológicos para Passa Quatro |
| Mês | Jan                                    | Fev                                    | Mar                                    | Abr                                    | Mai                                    | Jun                                    | Jul                                    | Ago                                    | Set                                    | Out                                    | Nov                                    | Dez                                    | Ano                                    |
| --- | -------------------------------------- | -------------------------------------- | -------------------------------------- | -------------------------------------- | -------------------------------------- | -------------------------------------- | -------------------------------------- | -------------------------------------- | -------------------------------------- | -------------------------------------- | -------------------------------------- | -------------------------------------- | -------------------------------------- |
| Temperatura máxima recorde (°C) | 34,1                                   | 34,8                                   | 35,1                                   | 33,9                                   | 31,2                                   | 30                                     | 30,7                                   | 34,1                                   | 35,7                                   | 36,2                                   | 34,4                                   | 34,7                                   | 36,2                                   |
| Temperatura máxima média (°C) | 27,8                                   | 28,9                                   | 28,1                                   | 26,8                                   | 24,2                                   | 23,7                                   | 23,7                                   | 25,2                                   | 25,9                                   | 26,6                                   | 27,2                                   | 27,5                                   | 26,3                                   |
| Temperatura média compensada (°C) | 22                                     | 22,1                                   | 21,5                                   | 19,7                                   | 16,5                                   | 14,7                                   | 14,5                                   | 15,9                                   | 18,2                                   | 20                                     | 20,9                                   | 21,5                                   | 19                                     |
| Temperatura mínima média (°C) | 17,6                                   | 17,2                                   | 16,7                                   | 14,3                                   | 10,7                                   | 8,4                                    | 7,9                                    | 8,7                                    | 12                                     | 14,7                                   | 15,9                                   | 17                                     | 13,4                                   |
| Temperatura mínima recorde (°C) | 10,4                                   | 10,4                                   | 8,2                                    | 3,4                                    | 1,4                                    | −1                                     | −1                                     | −1                                     | 2,6                                    | 6                                      | 6,2                                    | 8,2                                    | −1                                     |
| Precipitação (mm) | 299,7                                  | 194,1                                  | 163,1                                  | 65,5                                   | 60,2                                   | 35,1                                   | 29,9                                   | 17,2                                   | 83,4                                   | 151,8                                  | 173,4                                  | 284,9                                  | 1 558,3                                |
| Dias com precipitação (≥ 1 mm) | 18                                     | 14                                     | 13                                     | 6                                      | 5                                      | 4                                      | 3                                      | 2                                      | 7                                      | 11                                     | 13                                     | 17                                     | 113                                    |
| Umidade relativa compensada (%) | 77,7                                   | 75,9                                   | 76,8                                   | 75,4                                   | 76,5                                   | 77                                     | 74,8                                   | 69,4                                   | 69,6                                   | 72,7                                   | 74,1                                   | 76,8                                   | 74,7                                   |
| Fonte: Instituto Nacional de Meteorologia (INMET) (normal climatológica de 1981-2010; recordes de temperatura: 1961-1983 e 1897-presente) |                                        |                                        |                                        |                                        |                                        |                                        |                                        |                                        |                                        |                                        |                                        |                                        |                                        |

### População
O município tem sua população regularmente medida pelo IBGE e a evolução ao longo das últimas décadas é a apresentada no quadro abaixo, mas a população rural do município vem diminuindo porcentualmente, ao longo dos anos, enquanto as populações urbanas e totais aumentam, conforme pode ser visto na tabela a seguir, mas o ritmo diminuiu durante a última década:
| Evolução populacional do município 1970-2010 | Evolução populacional do município 1970-2010 | Evolução populacional do município 1970-2010 | Evolução populacional do município 1970-2010 | Evolução populacional do município 1970-2010 |
| -------------------------------------------- | -------------------------------------------- | -------------------------------------------- | -------------------------------------------- | -------------------------------------------- |
| Ano                                          |                                              |                                              | Habitantes                                   |                                              |
| 2010                                         | 2010                                         |                                              | 15.582                                       | 15.582                                       |
| 2007                                         | 2007                                         |                                              | 15.285                                       | 15.285                                       |
| 2000                                         | 2000                                         |                                              | 14.855                                       | 14.855                                       |
| 1996                                         | 1996                                         |                                              | 14.168                                       | 14.168                                       |
| 1991                                         | 1991                                         |                                              | 13.408                                       | 13.408                                       |
| 1980                                         | 1980                                         |                                              | 12.046                                       | 12.046                                       |
| 1970                                         | 1970                                         |                                              | 11.365                                       | 11.365                                       |
| Fonte: IBGE                                  |                                              |                                              |                                              |                                              |

| Ano  | Pop. Urbana | % Pop. Urbana | Pop. Rural | % Pop. Rural |
| ---- | ----------- | ------------- | ---------- | ------------ |
| 1970 | 6.665       | 58,6%         | 4.700      | 41,4%        |
| 1980 | 7.996       | 66,4%         | 4.050      | 33,6%        |
| 1991 | 9.149       | 68,2%         | 4.259      | 31,8%        |
| 2000 | 11.320      | 76,2%         | 3.535      | 23,8%        |
| 2010 | 11.985      | 76,9%         | 3.597      | 23,1%        |

Fonte: IBGE: Séries estatísticas e históricas.

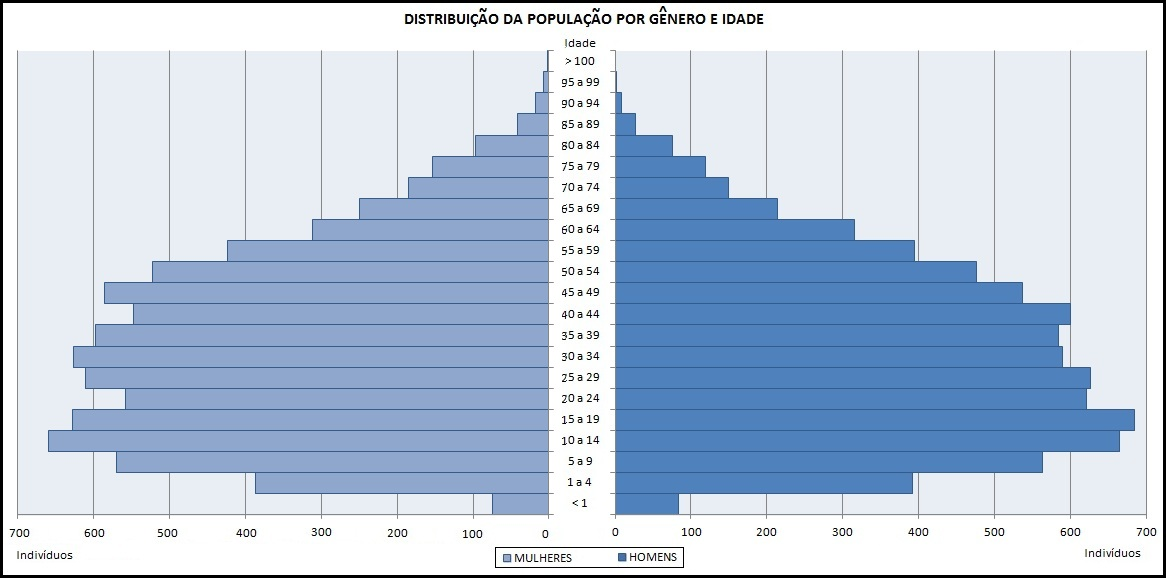
Pirâmide etária do Município, segundo o IBGE, 2010

## Educação
Segundo o IBGE, em 2000, o município possuía 3.889 pessoas frequentando unidades de educação segundo a seguinte distribuição:
| Nível                    | 2000 |
| ------------------------ | ---- |
| Creche                   | 105  |
| Pré escola               | 587  |
| Fundamental              | 2414 |
| Ensino médio             | 661  |
| Pré vestibular           | 3    |
| Ensino superior          | 99   |
| Mestrado ou Doutorado    | 3    |
| Alfabetização de adultos | 16   |

A distribuição dos habitantes segundo o grupo de anos de estudo é a seguinte:
| Faixa                          | 2000 |
| ------------------------------ | ---- |
| Sem instrução e menos de 1 ano | 813  |
| 1 a 3 anos                     | 2432 |
| 4 anos                         | 2910 |
| 5 a 7 anos                     | 2091 |
| 8 anos                         | 1069 |
| 9 e 10 anos                    | 604  |
| 11 anos                        | 1667 |
| 12 anos                        | 28   |
| 13 anos                        | 32   |
| 14 anos                        | 121  |
| 15 anos ou mais                | 371  |
| Não determinado                | 91   |

A taxa de alfabetização dos habitantes do município é de 92,7%, sendo 99,1% para crianças de 10 até 14 anos, 97,7% para adolescentes entre 15 e 19 anos e 91% para pessoas com mais de 20 anos. Apresentando um resultado geral melhor do que o do estado de Minas Gerais, que tem taxa de 89,7%.

## Turismo

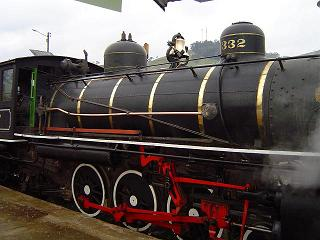
Locomotiva 332 na plataforma da estação ferroviária

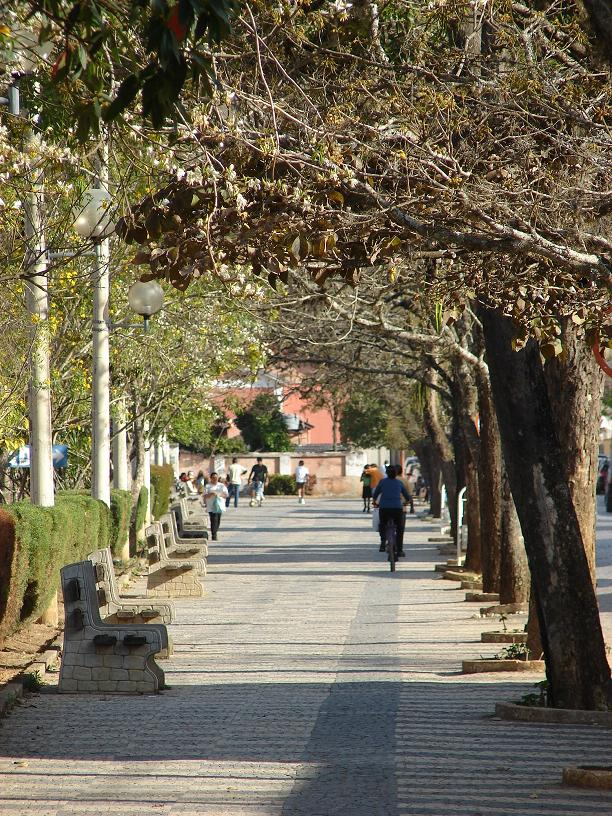
Passeio público na cidade, próximo à estação ferroviária

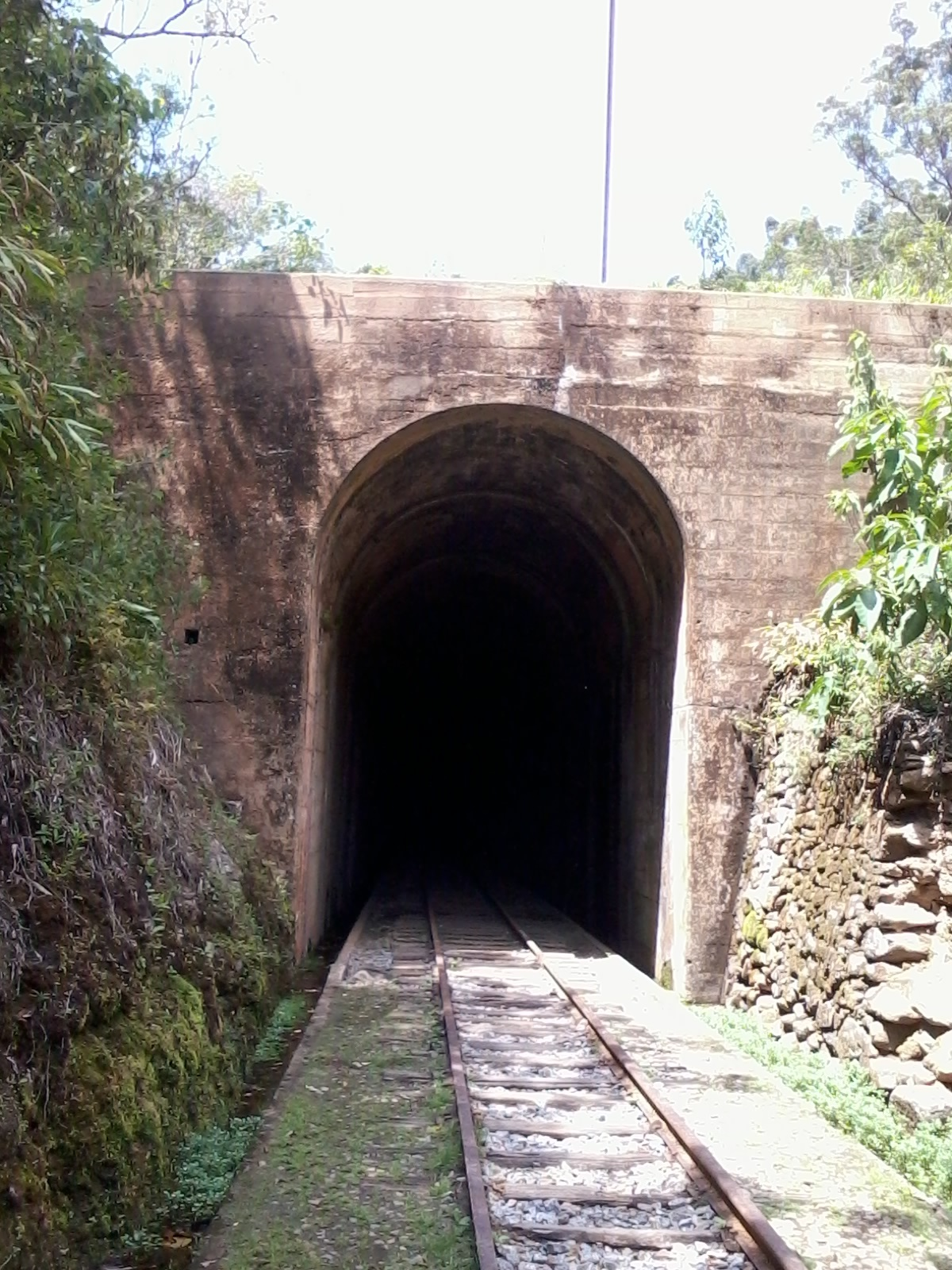
Boca mineira do Túnel da Mantiqueira.

A cidade vem se firmando, nos últimos anos, como um polo de atração para o ecoturismo e o turismo rural. Em seu território se encontram diversas atrações turísticas como montanhas, cachoeiras, uma Flona, fazendas, pesqueiros entre outras atividades que favorecem a realização de atividades turísticas dessa natureza.
Também existem atividades turísticas relacionadas a festejos como o 'Corpus Christi', a Festa do Gado Leiteiro, o Carnaval, Festivais de Bandas, passeios ciclísticos, ralis etc.
Na cidade, atualmente, se encontra um passeio turístico no Trem da Serra da Mantiqueira que liga a estação local ao túnel ferroviário no alto da Serra da Mantiqueira, próximo à Garganta do Embaú, que foi palco de episódios militares durante a Revolução de 32.
Na cidade também pode se encontrar produtos típicos da região como doces e bebidas que trazem um aspecto gastronômico do interior aos turistas interessados em experimentar os sabores da culinária mineira do interior.
A localização da cidade, praticamente equidistante dos dois maiores centros geradores de demanda turística do Brasil: São Paulo e Rio de Janeiro, faz da sua localização um ponto privilegiado para a construção de pousadas e estabelecimentos voltados ao turismo, o que se viu nos últimos anos. No período de inverno, o fluxo de turistas procurando pelo clima tropical de altitude, com temperaturas geralmente abaixo de 0º Celsius, notadamente nas noites, e sem chuvas pronunciadas, aumenta e cria uma opção aos locais mais tradicionais de viagens de inverno. Algumas vezes é possível se ver formação de gelo no alto de suas montanhas, geadas nas áreas mais baixas e até algumas precipitações de neve já foram registradas nas montanhas mais altas.

### Atrações culturais
Casarios
São construções realizadas na cidade desde o final do século XIX até as primeiras décadas do século passado. Formam um conjunto arquitetônico valorizado pela comunidade e recentemente tombados por serem reconhecidos como patrimônio histórico, arquitetônico e cultural a ser preservado.

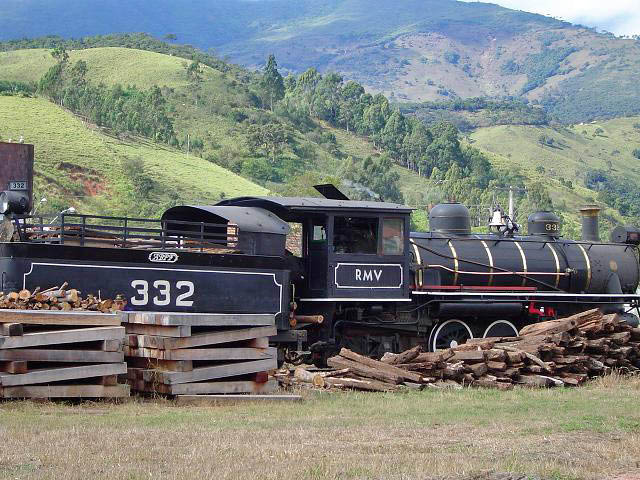
Abastecimento da locomotiva 332 que faz o passeio turístico entre Passa Quatro e o túnel na divisa com a cidade de Cruzeiro-SP

Casa da Cultura e Biblioteca Pública Municipal
É um casarão do início do século passado, construído pela Família Hespanha, e depois sede do Banco Hypotecário e também sede da Prefeitura Municipal. Após ser reformado, o prédio foi adaptado para receber a Biblioteca Municipal e a Casa da Cultura. Em 2000 o imóvel foi tombado, o primeiro bem imóvel legalmente protegido da cidade, e passou a ser também sede do Patrimônio Histórico do Município.
Trem da Serra da Mantiqueira (Maria Fumaça)
Locomotiva “Maria Fumaça” da marca Baldwin de 1925 e de número 332 que era utilizada rotineiramente nas viagens ferroviárias do século passado. Atualmente conduz uma composição num passeio turístico cujo roteiro inicia na histórica estação de Passa Quatro, com uma parada para compras na Estação do Manacá, seguindo até à Estação Cel. Fulgêncio, no alto da Serra da Mantiqueira, junto à entrada do túnel na divisa de MG/SP. O trecho percorrido pertence a antiga The Minas and Rio Railway Company, que foi inaugurada em 1884 e na inauguração contou com a visita oficial de D. Pedro II.
Brasil Nota 10
É um museu de cenários históricos brasileiros modelados em miniatura, alguns com mais de 200 personagens, retratando momentos históricos do Brasil, como a Revolução de 32, que teve batalhas na cidade, a Revolução Farroupilha, Bandeirantes e Jesuítas, a Saga dos Pampas e outros.
Casa do Artesão
Espaço destinado à exposição e à venda do artesanato elaborado por artesãos locais.

## Água mineral
O município possui diversas fontes de águas consideradas minerais. Uma delas é envasada e comercializada e possui as seguintes características físicas e químicas:
|                                           | valores      |
| ----------------------------------------- | ------------ |
| Temperatura da água na fonte              | 20,6 °C      |
| PH a 25 °C                                | 6,00         |
| Resíduo de Evaporação a 180 °C, calculado | 67,60 mg/L   |
| Condutividade Elétrica a 25 °C            | 107uS/cm     |
| Radioatividade na Fonte a 20 °C e 760mmHg | 12,93 Maches |
| Bicarbonato                               | 47,58 mg/l   |
| Cálcio                                    | 7,71 mg/l    |
| Sódio                                     | 7,05 mg/l    |
| Sulfato                                   | 4,80 mg/l    |
| Potássio                                  | 3,62 mg/l    |
| Cloreto                                   | 2,88 mg/l    |
| Magnésio                                  | 2,29 mg/l    |
| Fluoreto                                  | 0,12 mg/l    |

## Arquitetura

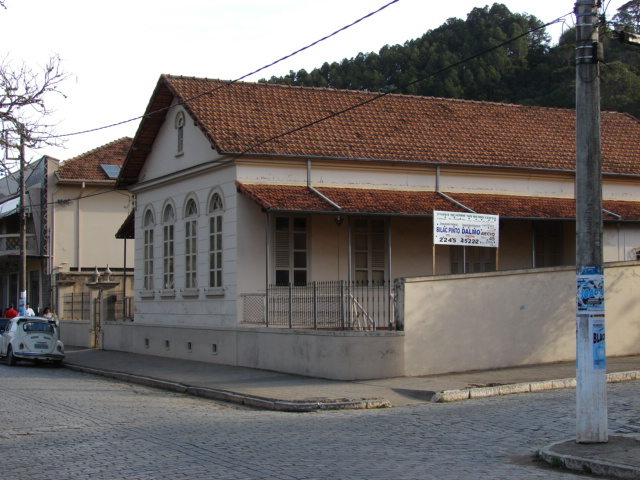
Casa no centro da cidade

A Arquitetura apresentada pelas edificações da cidade é bastante eclética, mas destacam-se, sobretudo no centro, residências construídas durante as três primeiras décadas do século XX, que tomaram contornos inspirados em edificações portuguesas, francesas e italianas.
De acordo com a Lei Municipal n. 1.766/07, aprovada pelo Conselho Municipal do Patrimônio Cultural em 5 de julho de 2007, foi instituído o tombamento municipal do Núcleo Histórico do Centro Urbano de Passa Quatro, reconhecido através do Inventário de Proteção do Acervo Cultural de Passa Quatro, iniciado em 1998 e finalizado em 2008.
Todo o Núcleo Histórico (NH) do município foi registrado, caracterizando-o quanto as suas especificações arquitetônicas, tipológicas, paisagísticas, urbanísticas e de conservação. Para isso os imóveis foram separados em quatro categorias de proteção:
i) Grau de proteção 01: imóveis de extrema relevância histórica e/ou arquitetônica, considerados referências no NH;
ii) Grau de proteção 02: imóveis considerados como bens de interesse de preservação, cuja demolição é proibida, mas restrições para modificações e intervenções são menores do que as destinadas às edificações consideradas no grau anterior;
iii) Grau de proteção 03: imóveis considerados como bens de interesse de preservação, cuja demolição pode ser concedida a partir da análise e estudo específico do Conselho Deliberativo do Patrimônio Cultural de Passa Quatro e desde que o novo projeto de ocupação do lote obedeça as diretrizes do tombamento do NH;
iv) Grau de proteção 04: imóveis considerados como bens sem interesse de preservação, mas encontram-se no perímetro de tombamento por resguardarem a ambiência do NH dentro desses limites; a demolição é permitida desde que o novo projeto de ocupação do lote obedeça as diretrizes do tombamento do NH;
O tombamento municipal do Núcleo Histórico do Centro Urbano de Passa Quatro foi regulamentado perante o Instituto Estadual do Patrimônio Histórico e Artístico de Minas Gerais (IEPHA-MG) e as diretrizes para as áreas tombadas e entornos se encontram disponíveis para consulta na sede do Conselho Deliberativo do Patrimônio Cultural de Passa Quatro.
Exemplos de bens tombados no NH

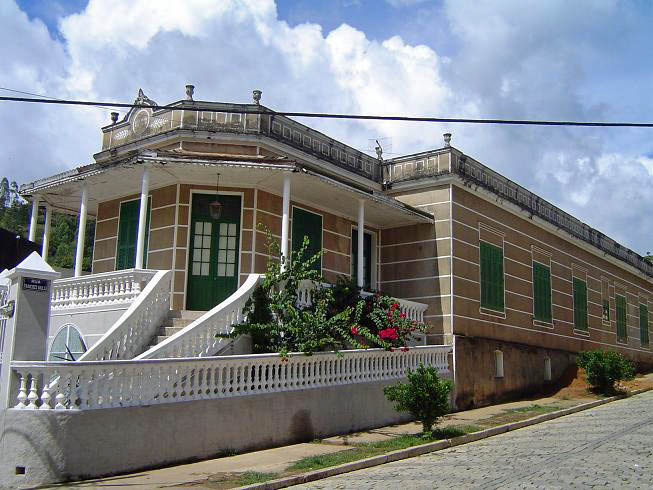
Residência tombada em Passa Quatro/MG
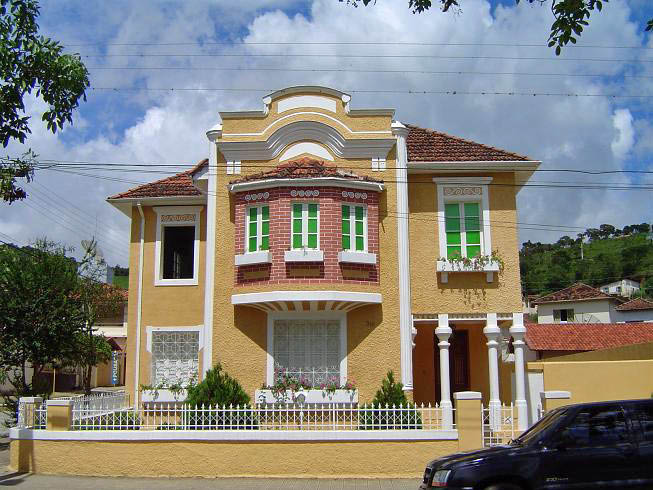
Residência tombada em Passa Quatro/MG
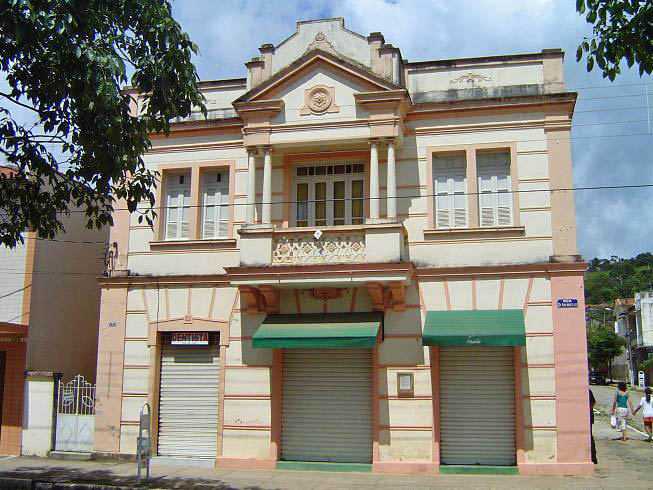
Residência tombada em Passa Quatro/MG
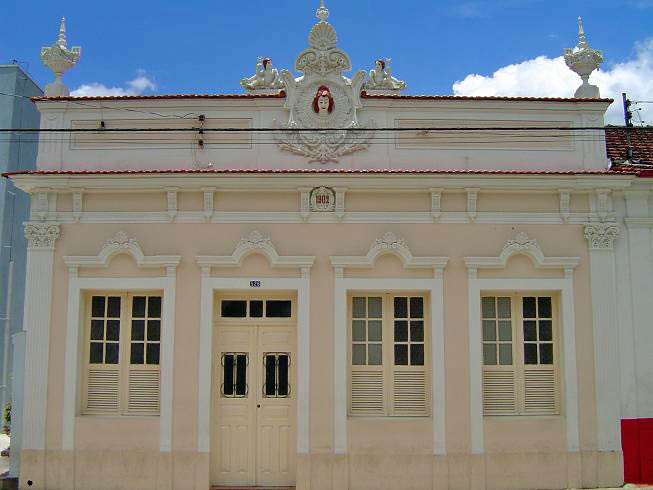
Residência do início do século XX tombada em Passa Quatro/MG
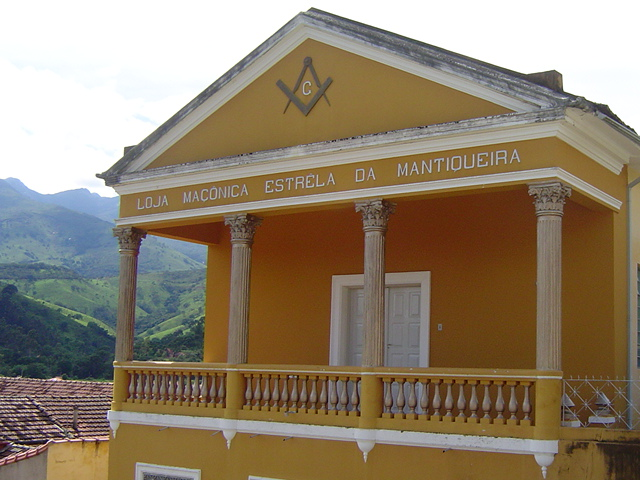
Loja Maçônica em Passa Quatro/MG
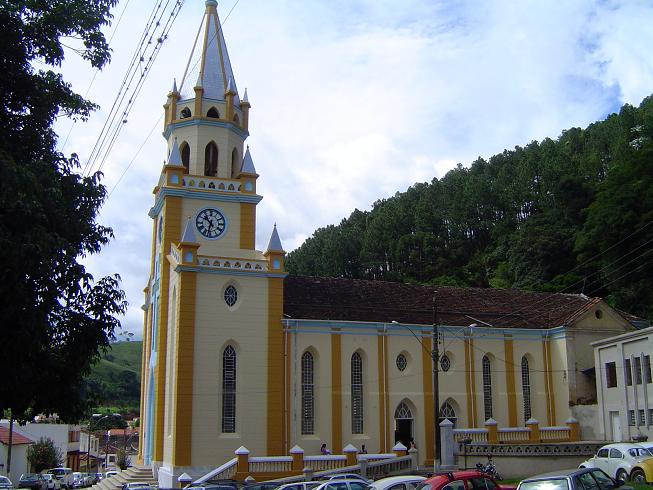
Igreja Matriz de Passa Quatro/MG
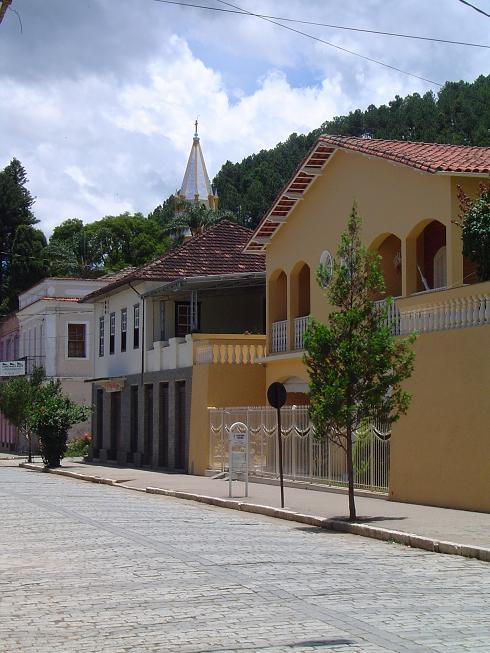
Calçamento das ruas de Passa Quatro/MG

## Feriados municipais
- 20 de janeiro - Dia de São Sebastião, padroeiro de Passa Quatro.
- 1 de setembro - Dia da cidade, em comemoração da passagem a município, em 1888.
- 13 de dezembro - Dia de Santa Luzia, padroeira do Distrito do Pinheirinhos e instalação da Câmara Municipal de Passa Quatro.

## Personalidades nascidas no município
- José Dirceu
- Maria José Borges Guedes
- Osvaldo Orlando da Costa